# Борковский, Францишек
Францишек Борковский (пол. Franciszek Borkowski; 31 июля 1957, Вроцлав) — польский шахматист, международный мастер (1980).
На юношеском уровне завоевал в 1972 году бронзовую медаль в командном первенстве Польши, а в 1974 году стал победителем личного чемпионата страны в возрастной категории до 20 лет. Принял участие в юношеском чемпионате Европы 1974/75 в этой возрастной категории и занял в итоговой таблице 5-е место. В 1976—1977 годах дважды представлял Польшу в командных чемпионатах мира среди студентов.
В период с 1975 по 1989 год 6 раз участвовал в финальном турнире личного чемпионата Польши по шахматам с классическим контролем времени; лучший результат — 6-е место в 1988 году (8,5 очков из 15). В клубных чемпионатах страны принимал участие с перерывами с 1973 по 1993 год. Командных медалей не завоёвывал, но в 1977 и 1992 годах показал соответственно 3-й и 2-й результаты среди всех участников, выступавших на 3-й доске. В личном чемпионате Польши по блицу завоевал бронзовую медаль в 1990 году, четырежды становился призёром в командных чемпионатах Польши по блицу — чемпион 1992 года (в составе клуба «Гетман» из Грыфува-Слёнского), вице-чемпион в 1980 и 1986 годах и бронзовый призёр в 1993 году.
За карьеру выиграл ряд личных турниров: в 1977 в Елене-Гуре и Екшё, в 1984 году в Гданьске, в 1985 году в Гдыне (Мемориал Ежи Дрешера), в 1991 году в Оденсе и в 1992 году в Легнице. Также в 1992 году выиграл Мемориал Адольфа Андерсена во Вроцлаве по быстрым шахматам.

## Изменения рейтинга
| Графики недоступны из-за технических проблем. См. информацию на Фабрикаторе и на mediawiki.org. |